# Penvénan
Penvénan är en kommun i departementet Côtes-d'Armor i regionen Bretagne i nordvästra Frankrike. Kommunen ligger i kantonen Tréguier som tillhör arrondissementet Lannion. År 2022 hade Penvénan 2 548 invånare.

## Befolkningsutveckling
Antalet invånare i kommunen Penvénan
Referens:INSEE